# Сульфид серебра(I)
Сульфи́д серебра́(I) — неорганическое вещество с химической формулой Ag2S, принадлежащее к классу бинарных соединений, также может рассматриваться как соль серебра и сероводородной кислоты.

## Нахождение в природе
Сульфид серебра в природе встречается в виде минералов акантита, аргентита и маккинстриита. Основные свойства этих минералов представлены в таблице.
|                    | Акантит     | Аргенит     | Маккинстриит |
| ------------------ | ----------- | ----------- | ------------ |
| Состав             | Ag2S        | Ag2S        | Ag1,2Cu0,8S  |
| Цвет               | серо-чёрный | темно-серый | чёрный       |
| Сингония           | моноклинная | ромбическая | ромбическая  |
| Плотность, г/см3   | 7,326       | 7,317       | 6,61         |
| Твёрдость по Моосу | 2 - 2,5     | 2 - 2,5     | 1,5 - 2,5    |

## Физические свойства
Сульфид серебра — твёрдое вещество серо-чёрного цвета, является наименее растворимым в воде соединением серебра, в очень тонких плёнках придает металлическому серебру розоватую окраску. Нерастворим в этаноле.
Ag2S существует в трёх кристаллических модификациях:
- α-Ag2S, моноклинная сингония, пространственная группа P 21/c, параметры ячейки a = 0,4231 нм, b = 0,6930 нм, c = 0,9526 нм, β = 125,48°, Z = 8, d = 7,317 г/см3;
- β-Ag2S, кубическая сингония, пространственная группа I m3m, параметры ячейки a = 0,4884 нм, Z = 2, d = 7,2 г/см3;
- γ-Ag2S, кубическая сингония, пространственная группа P n3, параметры ячейки a = 0,634 нм, Z = 4, d = 6,42 г/см3.

Температуры фазовых переходов α → β 176,3 °C, β → γ 592 °C.
Сульфид серебра склонен к образованию нестехиометрических соединений Ag2Sx, где x ≈ 1, свойства которых могут сильно отличаться от стехиометрических.

## Химические свойства

### Переведение в раствор
Сульфид серебра не реагирует с кислотами при комнатной температуре.
- При нагревании растворяется в концентрированной азотной кислоте:

{\displaystyle {\mathsf {Ag_{2}S+10HNO_{3}\longrightarrow 2AgNO_{3}+H_{2}SO_{4}+8NO_{2}\uparrow +4H_{2}O}}}
- За счет комплексообразования растворяется при комнатной температуре в концентрированных растворах цианидов:

{\displaystyle {\mathsf {Ag_{2}S+4KCN\rightleftarrows 2K[Ag(CN)_{2}]+K_{2}S}}}
{\displaystyle {\mathsf {2Ag_{2}S+8KCN+2O_{2}+H_{2}O\longrightarrow 4K[Ag(CN)_{2}]+K_{2}SO_{3}S+2KOH}}}

### Восстановление серебра
Следующие реакции сульфида серебра приводят к восстановлению металлического серебра:
- Нагревание в токе кислорода до 500—600 °C:

{\displaystyle {\mathsf {Ag_{2}S+O_{2}\longrightarrow 2Ag+SO_{2}\uparrow }}}
- Нагревание с сульфатом серебра выше 300 °C:

{\displaystyle {\mathsf {Ag_{2}S+Ag_{2}SO_{4}\longrightarrow 4Ag\downarrow +2SO_{2}\uparrow }}}
Восстановление с помощью алюминия в концентрированном горячем растворе щёлочи:
- Растворение металлического алюминия в щёлочи с образованием атомарного водорода:

{\displaystyle {\mathsf {Al+NaOH+3H_{2}O\longrightarrow Na[Al(OH)_{4}]+3H^{0}}}}
- Восстановление атомарным водородом серебра из сульфида:

{\displaystyle {\mathsf {Ag_{2}S+2H^{0}+2NaOH\longrightarrow 2Ag\downarrow +2H_{2}O+Na_{2}S}}}

## Получение
Сульфид серебра может быть получен следующими способами:
- Прямым синтезом из простых веществ при температуре выше 200 °C:

{\displaystyle {\mathsf {2Ag+S\longrightarrow \ Ag_{2}S}}}
- Окислением металлического серебра сероводородом в присутствии влаги или кислорода воздуха:

{\displaystyle {\mathsf {2Ag+H_{2}S\longrightarrow Ag_{2}S+H_{2}\uparrow }}}
{\displaystyle {\mathsf {4Ag+2H_{2}S+O_{2}\longrightarrow 2Ag_{2}S+2H_{2}O}}}
- Осаждением из растворов с помощью реакций ионного обмена, например:

{\displaystyle {\mathsf {2AgNO_{3}+Na_{2}S\longrightarrow 2NaNO_{3}+Ag_{2}S\downarrow }}}

## Применение
Руды, содержащие сульфид серебра, являются одним из видов сырья для промышленного получения металлического серебра. Чистый сульфид серебра применяется как компонент твёрдых электролитов, полупроводниковых материалов.
Сульфид серебра используется в качестве катализатора в некоторых реакциях, например, для получения политиазила.

## Токсичность
При попадании в глаза вызывает раздражение. При длительном контакте с кожей может вызывать аргирию.
Токсично для рыб: LD50 для Pimephales promelas составляет 13 мг/л в течение 96 ч.